# Pierre Glénat
 (février 2023).
 (décembre 2008).
 (janvier 2011).
Si vous disposez d'ouvrages ou d'articles de référence ou si vous connaissez des sites web de qualité traitant du thème abordé ici, merci de compléter l'article en donnant les références utiles à sa vérifiabilité et en les liant à la section « Notes et références ».
Pierre Glénat (né en novembre 1954[réf. nécessaire]) est un acteur français.

## Biographie
Sa première expérience de théâtre se fait à l'université dans la pièce Le Songe d'une nuit d'été, dans laquelle il joue le rôle d'Obéron. Il vivra d'autres expériences théâtrales en province et à Paris, mais devra parallèlement gagner sa vie en exerçant différents métiers. Il met en scène Baal de Brecht au théâtre du Rio à Grenoble où il tient le rôle-titre. Dans L’Orchestre, pièce de Jean Anouilh, il interprète le rôle du pianiste.[réf. nécessaire]
À noter ses différentes formations artistiques : classe de dramaturgie à l'Université de Grenoble 3, valeurs de technique de l'image et de jeu dramatique. nombreux stages d'expression corporelle dont un avec Isaac Alvarez. Cours de théâtre avec des comédiens issus du Conservatoire national de Paris, cours de chant avec prof de master classe de l'Opéra de Paris.
Pierre Glénat pratique le théâtre depuis 1975 et met en scène également.
Il publie un recueil de poésies Éden en 1985 (éditions Regain) préfacé par Violaine Vanoyeke. Par ailleurs il écrit des chansons qu'il interprète sur différentes scènes parisiennes dont la Flèche d'or, Trévise, le Paris Aller et Retour.
Il joue dans une dizaine de courts-métrages dont un premier rôle Le Joueur d'échecs de Ranveer Guynessee[Qui ?], il participe à des émissions de radios et télévisions et joue dans le long métrage du réalisateur new-yorkais Michael DiAntonio Epideo dans lequel il interprète un avocat.
À la télévision : il a tourné dans une production de Film en stock Monsieur Max le rôle d'un infirmier pour les derniers jours de la vie de l'écrivain Max Jacob, interprété par Jean-Claude Brialy.[réf. nécessaire]
Pierre Glénat a joué dans Sang froid (réalisation de Sylvie Verheyde) aux côtés de Benjamin Biolay, Laura Smet et Stomy Bugsy.
Dans Kean, mise en scène par Laurianne Martini, jouée en novembre-décembre 2005 au Sudden Théâtre à Paris, il interprète le rôle du comte de Koefeld.
Pierre Glénat a écrit le scénario du film Marilyn face cachée, (adaptation pour le cinéma de Xavier Gojo).
Nombreuses participations à des tournages de téléfilms pour la télévision (Blanche Maupas, Bas les cœurs, Faux monnayeurs, etc.) ou des longs métrages Signé Dumas ou des séries, Pigalle, Reporters...
Pierre Glénat tourne dans la Vénus noire de Abdellatif Kechiche.[réf. nécessaire]
Pierre Glénat tourne dans Le téléfilm Le Roi, l'écureuil et la couleuvre et dans Crainquebille, adaptation pour France 2 de la nouvelle d'Anatole France : réalisation de Philippe Monnier, et dans le court métrage Moonwalk of fame coécrit avec Jean-Pierre Pivolot, présenté dans le cadre de Kino Paris Session 6.
Fin février 2011, il tourne Marilyn, last day, scénario de Pierre Glénat, coréalisation Thierry Penin / Pierre Glénat.
Il s'agit d'un court métrage retraçant la dernière journée de la vie de Marilyn Monroe, selon une fiction librement inspirée de son histoire. Pierre Glénat y interprète le rôle de Ralph Greenson, psy de Marilyn.
En juillet 2011, la pièce de théâtre Norma Jeane, écrite et mise en scène par Pierre Glénat, a été représentée 15 fois à Paris au Théâtre du gouvernail (anciennement théâtre des deux rêves), elle est publiée aux Éditions de la rue nantaise. En 2012 une nouvelle version de la pièce Norma Jeane a été donnée, dans le cadre du cinquantenaire Marilyn Monroe, au théâtre du Gouvernail à Paris du 15 juin au 5 août 2012. Elle est redonnée en avril 2016 au théâtre de Ménilmontant dans une mise en scène de Rubia Matignon.
Pierre Glénat a tourné dans De Vinci, Michel Ange et leurs modèles, scénario de Nguyen Tuong Hung et Abrahams Rowland, réalisation et production de Abrahams Rowland, il y incarne le 1er rôle Michel-Ange. Le film a été sélectionné au Short corner du festival de Cannes 2012 et figure au catalogue de celui-ci.[réf. nécessaire]Le film est ainsi présenté en page 94 du catalogue "Short film catalogue 2012 du festival de Cannes", référence no 438 dans les films français. Durant le festival il est projeté dans les matinées Pitch-Short TV.
Entre 2009 et 2016, Pierre Glénat tourne avec plusieurs réalisateurs emblématiques : Woody Allen, Martin Scorsese, Luc Besson, Claude Chabrol, François Ozon, Emmanuelle Bercot, Benoît Jacquot, Christophe Honoré, Robert Guédiguian, également dans la série télévisée franco-canadienne Versailles dans laquelle il incarne un ministre de Louis XIV (saisons 1, 2 et 3).
Il est à l'initiative d'une websérie humoristique, l'Univers du docteur Angel, voir lien Allociné dans la rubrique liens ci-dessous.
En préparation le film Marilyn Monroe, the dark side, article de Marie Torres paru dans le magazine web Micmag à découvrir ci-dessous.
Au théâtre, Pierre Glénat a joué dans le songe d'une nuit d'été de Shakespaere (rôle Obéron), dans Baal de Brecht (le rôle-titre), l'Orchestre d'Anouilh (rôle le pianiste), dans Monsieur Badin de Courteline (rôle le directeur), dans Histoires à lire sous la douche de Cami (plusieurs rôles), les méfaits du tabac de Tchekov (rôle Nioukhine), le guichet de Jean Tardieu (rôle l'employé), le perroquet vert de Schnitzler (rôle Marquis de Lanzac), Kean (rôle Comte de Koefeld), Norma Jeane de Pierre Glénat (rôles Greenson et l'agent Travis)
À noter qu'au début des années 2000 il crée la chanson "Liberté", texte de l'auteure franco-marocaine Fatim Zahra Bakka, qu'il interprète au Trévise dans la scène ouverte du F.I.E.L.D.
En février/ mars 2018 Pierre contribue au long métrage "la sculpture vivante" de Tuong Hung projeté durant les 14 séances du cycle Découvertes du cinéma le Saint André des Arts à Paris. Pierre Glénat était 1er assistant sur le film et interprétait le premier rôle Michel Angelo.